# Peltogyne mexicana
Peltogyne mexicana là một loài thực vật có hoa trong họ Đậu. Loài này được Martinez miêu tả khoa học đầu tiên.